# Rouvrel
Rouvrel (picardisch: Rouvré) ist eine nordfranzösische Gemeinde mit 303 Einwohnern (Stand 1. Januar 2022) im Département Somme in der Region Hauts-de-France. Die Gemeinde liegt im Arrondissement Montdidier, ist Teil der Communauté de communes Avre Luce Noye und gehört zum Kanton Ailly-sur-Noye.

## Geographie
Die Gemeinde liegt nördlich der Départementsstraße D920 (frühere Route nationale 320) von Ailly-sur-Noye nach Moreuil an der Départementsstraße D134 rund 4 km ostnordöstlich von dem unmittelbar angrenzenden Ailly-sur-Noye und 6 km westlich von Moreuil.

## Geschichte
Rovrel wurde im Ersten Weltkrieg erheblich zerstört. Die Gemeinde erhielt als Auszeichnung das Croix de guerre 1914–1918.

## Einwohner
| 1962 | 1968 | 1975 | 1982 | 1990 | 1999 | 2006 | 2010 |
| ---- | ---- | ---- | ---- | ---- | ---- | ---- | ---- |
| 196  | 201  | 204  | 206  | 211  | 238  | 261  | 272  |

## Verwaltung
Bürgermeister (maire) ist seit 2010 Jean Maurice Leroy.

## Sehenswürdigkeiten
- Die 1920 restaurierte Kirche Saint-Martin, mit Taufbecken aus dem 13. Jahrhundert.